# Estrella fluvial
Estrella fluvial, se considera a la zona geográfica casi siempre ubicada en macizos montañosos, es decir en altura, donde se produce en algunos casos por deshielo el nacimiento de varios ríos.
Por ejemplo, el Macizo Colombiano que es un reservorio de aguas justamente por el nacimiento de varios ríos se le llama Estrella Fluvial Colombiana. En este lugar tienen origen el río Magdalena y su afluente el río Cauca, varios afluentes del río Orinoco, así como afluentes del río Amazonas contando con nacimientos para el Río Caquetá, y, además, nace en este nudo cordillerano, el río Patía que lleva sus aguas al océano Pacífico. Se considera al macizo como una región que es reservorio de agua dulce de importancia y ha sido catalogado por la Unesco como reserva de la biósfera. 
La región se ubica aproximadamente dentro de los 1°40’ y los 2°15’ de latitud norte, y los 76°30’ y 76°50’ de longitud oeste, entre los 2000 y 3300 m, en el suroccidente del Departamento del Cauca; es una especie de puente, entre el Alto Magdalena (San Agustín); el Alto Caquetá (Poblaciones de Santa Rosa, Descanse); Nororiente del Departamento de Nariño (Poblaciones de Tajumbina, la Cruz, San Pablo); el Valle de Pubenza (Popayán); el Valle del Patía (El Bordo, Quilcacé); y el Valle del Paletará (Paletará, Puracé).
Otra Estrella Fluvial importante se encuentra en el municipio de Inírida departamento del Guainía (Colombia), entre los 100 y 200 m s. n. m.,  la Estrella Fluvial de Inírida, lugar donde confluyen tres grandes ríos: el río Guaviare, el río Atabapo y el río Inírida, que al fundirse dan origen al gran Río Orinoco en un área que hace parte del Escudo Guayanés. En esta área se encuentran diez ecosistemas estratégicos pertenecientes al territorio colombiano. Según el mapa de Ecosistemas de la Orinoquia Colombiana. Donde la cobertura vegetal incluye bosques heterogéneos no inundables, bosques inundables y zonas cubiertas de arenas blancas con vegetación arbustiva y herbácea, llamadas “sabaneta” o “catinga"